# Regina din Saba

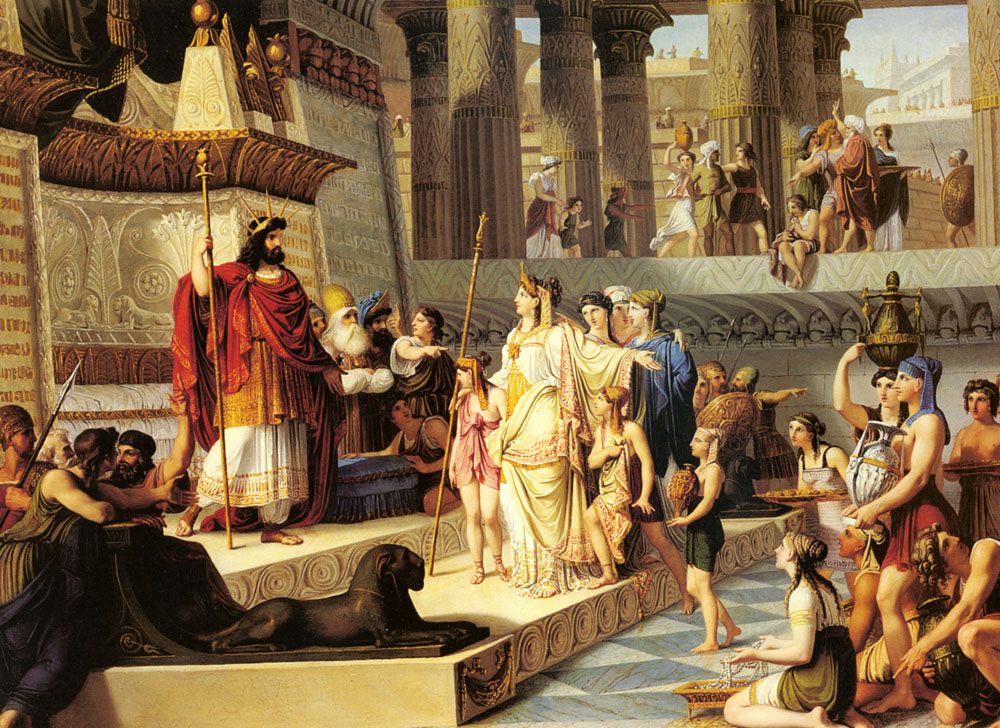
Regele Solomon o întâmpină pe Regina din Saba

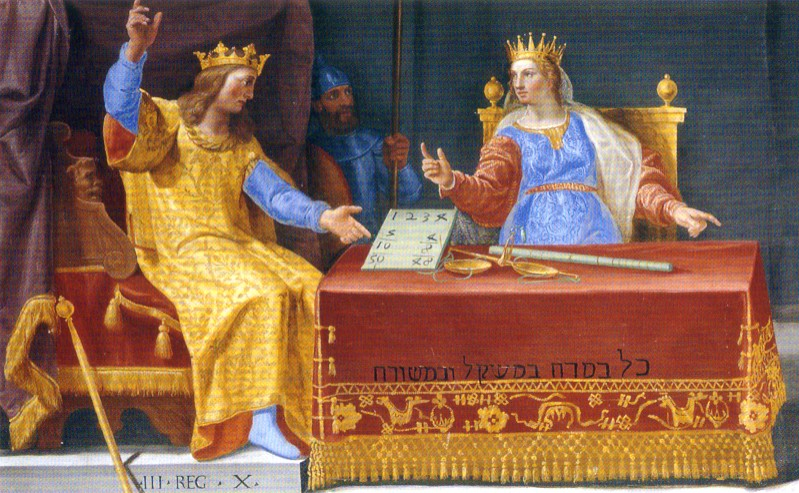
Frescă reprezentându-i pe Regele Solomon și pe Regina din Saba

Regină din Saba, sau Regina din Sheba, este o figură biblică din secolul al X-lea î.Hr. care a venit din regatul Saba la curtea regelui Solomon în Ierusalim. Ea este amintită, în afară de Vechiul Testament, în Coran și în legendele Etiopiei. Saba sau Sheba după unele izvoare vechi ar fi fost Yemenul de azi, lucru care nu s-a putut clarifica până în prezent. Descoperirile arheologice ale Universității din Hamburg au pus în evidență urmele unui palat din secolul X î.Hr., în Etiopia, care ar putea să fie palatul reginei legendare.
Regina din Saba este amintită în cărțile Regilor și Cronici din Biblie și de asemenea în Coran. Actualmente arheologia pretinde că pe actualul teritoriu din Etiopia și Yemen s-a aflat acest regat  mitic. Fără să fie numită astfel în textul biblic, ea este numită Makeda în tradiția etiopiană, iar în cea islamică este cunoscută ca Bilquis sau Balkis (totuși nu în Coran). Alte nume asociate sunt Nikaule sau Nicaula.
Existența reginei nu a fost clarificată; cert este faptul că legendele din scrierile sumeriene și caldeene amintesc o regină, iar la arabi a  existat o regină care se chema  Zabibê, regină de Aribi 744-727 î.Hr. Scrierea din biblie datează probabil din secolele VI și VII î.Hr. Este posibil că regele Salmo (Solomon) a întreținut relații cu o regină arabă care a fost supranumită Saba sau Sheba, bogățiile ținutului fiind deja cunoscute în acel timp.

## Versiunea biblică

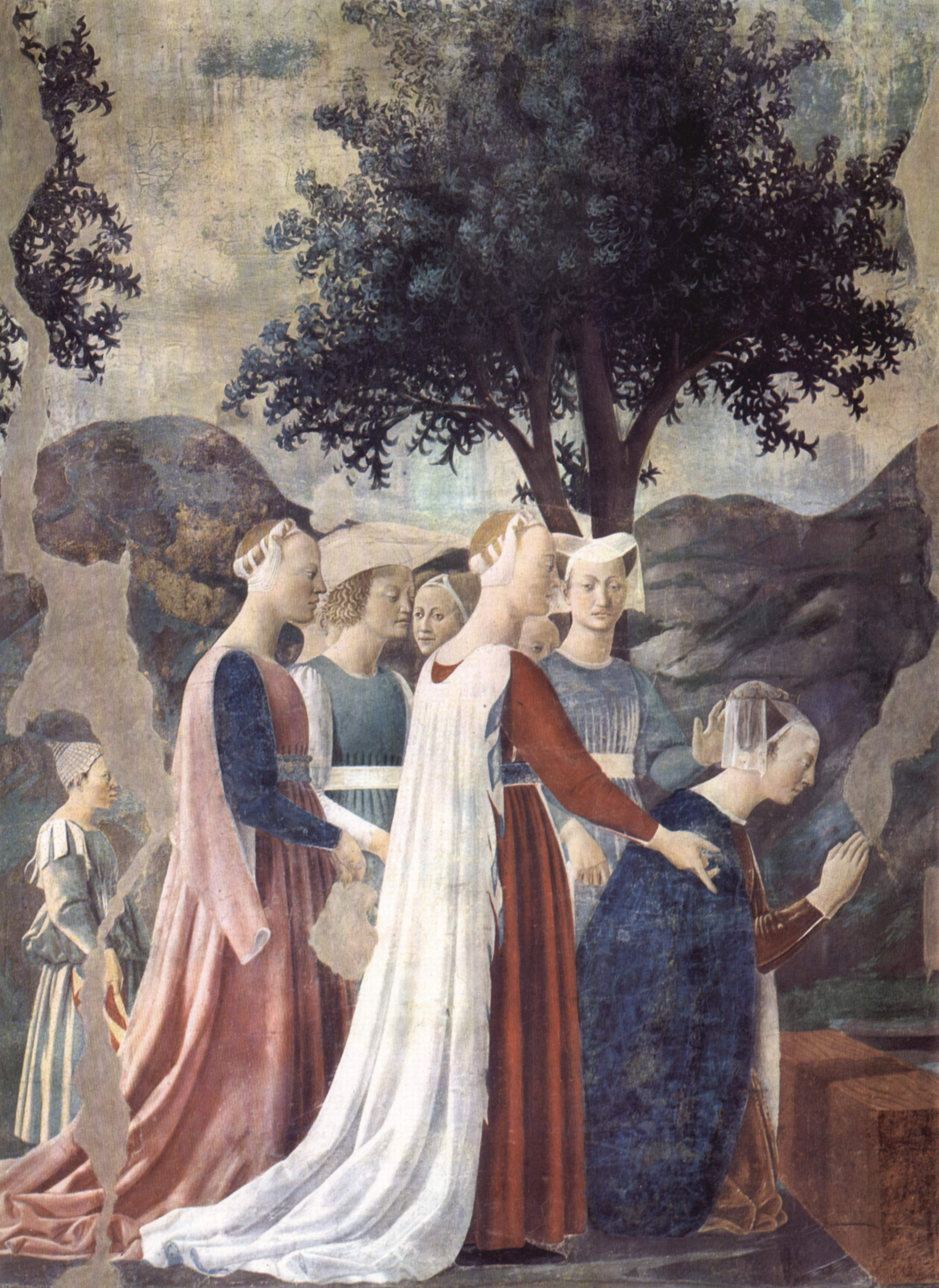
Frescă de Piero della Francesca, care reproduce "legenda Sfintei Cruci", în care Regina din Saba vizitează pe Regele Solomon

Potrivit Vechiului Testament, anonima regină din Saba vine in Israel, auzind de marea înțelepciune a regelui Solomon și aducând cadouri speciale: aur și pietre prețioase (I regi 10:1-13 și Cronici 9:1-12). Episodul, de asemenea, apare în Coran, dar nici aici nu este menționat numele reginei; potrivit acestei versiuni, regina a rămas impresionată de înțelepciunea și bogățiile lui Solomon care s-a convertit la monoteism, cântând o laudă Dumnezeului Yahve; regele atunci a i-a promis să-i dea „orice lucru pe care-l dorește”. Regina a dăruit 4,5 tone de aur de Ofir regelui din Israel.
Regina din Saba apare încă odată în Matei 12:42, cât și în Luca 11:31, unde Isus afirmă că, în ziua judecății finale, ea și locuitorii orașului Ninive se vor ridica pentru a condamna pe evreii care au refuzat noua credință, deci „pentru că ea a venit de la capătul pământului ca să audă înțelepciunea lui Solomon” și aici este Unul mai mare decât Solomon.

## Alte versiuni
Tradiția Bisericii ortodoxe copte spune că Solomon a avut un fiu cu regina din Saba, numit Menelik I, care a fost rege în Etiopia; și tradiția spune că acesta a scos Chivotul Legământului din Israel.
Alții indică că Menelik a fost fiul arhitectului ce a proiectat și executat Templul lui Solomon - Hiram.

## Filmografie
Filmul Solomon și regina din Saba, regizor King Vidor, în rolul principal: Gina Lollobrigida.